# Прапор Калуша
Пра́пор Ка́луша — офіційний символ-прапор міста Калуша (райцентр Івано-Франківської області), затверджений рішенням XXVII сесії Калуської міської ради XXI скликання 24 вересня 1993 року.

## Опис
Прапор Калуша являє собою квадратне полотнище, на синьому тлі якого зображена жовта літера «К» (від Калуш) над жовтим півмісяцем (повернутим ріжками вгору), над ними — три білі соляні топки в один ряд, із верхнього, вільного та нижнього країв йде жовта лиштва (ширина лиштви рівна 1/10 сторони прапора). У цілому для прапора міста використаний його герб.
Автор-розробник хоругви (прапора) Калуша — знаний український геральдист Андрій Гречило.

## Зміст
Відновлено використання давнього герба міста, вживаного ще з ХVІ ст. Сигль «К» вказує на назву поселення. Три соляні топки означають давні солепромисли, що сприяли розвитку Калуша. Півмісяць, ймовірно, потрапив до міського знаку з герба одного з власників.